# L'oca è fuori
L'oca è fuori è un film del 2022 scritto da Francesco Lazzarini e diretto da Davide Casagrande, entrambi anche produttori esecutivi del progetto.
(Tagline del film)
L'intero lungometraggio narra il dramma di Enrico (interpretato da Samuele Ferri) un uomo in evidente difficoltà che si rifugia nel luogo natio pur di affrontare al meglio il suo terribile passato.

## Produzione
Il film è stato girato interamente nelle acque della laguna nord di Venezia e nel comune di Cavallino-Treporti, in particolar modo nella frazione di Lio Piccolo. Le riprese cominciate nell'estate del 2020 sono terminate nell'autunno del 2021. Presentato per la prima volta fuori concorso durante la quinta edizione del Caorle Indipendent Film Festival, il film è uscito ufficialmente il 23 settembre 2022.

## Colonna sonora
Tutte le musiche dedicate, così come il main theme Sigh of the goose, sono state composte dal compositore abruzzese Antonio di Matteo.

## Distribuzione
Il film è stato distribuito dal 15 ottobre 2022 (in versione sottotitolata ENG) per un anno in esclusiva su Amazon Prime Video USA.
Dal 9 novembre 2023 è distribuito in streaming gratuito per tutti gli abbonati su Amazon Prime Video Italia.

## Riconoscimenti
- Candidatura per il miglior lungometraggio italiano al Catania Film Festival (2023)
- Menzione speciale a Samuele Ferri per il ruolo di protagonista al Catania Film Festival (2023)